# WR 104
WR 104 je hvězda, která byla objevena v roce 1998 a nachází se přibližně 8 000 světelných let od Země ve směru souhvězdí Střelce. Patří mezi Wolfovy–Rayetovy hvězdy, což jsou hvězdy s velkou hmotností, velmi vysokou svítivostí a relativně krátkou dobou života.
Spirála na snímku je vysvětlována tím, že ve skutečnosti jde o systém dvou hvězd. Interakcí mezi hvězdnými větry obou hvězd vzniká prachová spirála, která měří zhruba 200 AU. Hvězdy mají oběžnou dobu 220 dní.
Některá optická měření ukazují, že osa rotace WR 104 směřuje zhruba k Zemi. To by mohlo mít významný dopad, pokud se WR 104 promění v hypernovu a dojde ke gama záblesku, ovšem nelze s určitostí předpovědět, kdy se tak stane. V takovém případě se gama záření šíří ve směru osy rotace. Novější údaje naznačují, že osa rotace je pravděpodobně odkloněna od Země o 30-40°.